# Distrito de Tararua
El distrito de Tararua se encuentra cerca de la esquina sureste de la Isla Norte de Nueva Zelanda. Fundada en 1989. Tiene una población de 17.550 (30 de junio de 2012 ),  y un área de 4.360,56 km².
El límite noroeste del distrito recorre la parte superior del Montes Ruahine y su frontera sureste con el Océano Pacífico. 

## Geografía
La principal ciudad y capital del distrito es Dannevirke, habitado por inmigrantes de Dinamarca en el siglo XIX. Otras ciudades (de sur a norte a lo largo de los principales valles) son Eketahuna y Pahiatua, Woodville, Ormondville y Norsewood. En la zona costera están Pongaroa, Herbertville, Akitio y Alfredton.
Si bien la gran mayoría (98,42% de la superficie terrestre) del distrito de Tararua es parte de la región de Manawatu-Wanganui, un pequeño triángulo de tierra rural (1,58% de la superficie terrestre) al norte del río Owahanga en el sureste del distrito es parte de Región de Wellington. Según el censo de 2006, esta zona, conocida como Mara, tiene sólo 3 habitantes (según el censo de en 1996 y 2001).

## Educación

### Secundaria
- Tararua College en Pahiatua
- Dannervirke High School en Danervirke

## Forty-Mile Bush y Seventy-Mile Bush
Es llamada a la desforestación con la llegada de los escandinavos a la zona en 1870, empezando desde la Hawke's Bay, en la ciudad de Napier hacia el sur pasando por ciudades como Norsewood y Dannervirke y  también desde Wellington hacia el norte , llegando hasta la ciudad de Msterton y Parmerston North , con el objetivo de crear carreteras y vías de ferrocarriles. La Forty-Mile Bush era conocida por la parte sur del río Manawatu hacia el 1872.

## Demografía
| Año  | Número de habitantes | Número de habitantes | Número de habitantes | Número de habitantes | Número de habitantes | Porcentaje de habitantes | Porcentaje de habitantes | Porcentaje de habitantes | Porcentaje de habitantes | Media de Edad |
| Año  | 0-14                 | 15-39                | 40-69                | 65+                  | Total                | 0-14                     | 15-39                    | 40-69                    | 65+                      | Media de Edad |
| ---- | -------------------- | -------------------- | -------------------- | -------------------- | -------------------- | ------------------------ | ------------------------ | ------------------------ | ------------------------ | ------------- |
| 2006 | 4.300                | 5.300                | 6.000                | 2.500                | 18.050               | 23,7                     | 29,3                     | 33,1                     | 13,9                     | 37,8          |
| 2011 | 4.000                | 4.950                | 6.000                | 2.750                | 17.700               | 22,4                     | 28,1                     | 33,9                     | 15,6                     | 39,6          |
| 2012 | 3.900                | 4.900                | 5.900                | 2.850                | 17.550               | 22,1                     | 28,0                     | 33,7                     | 16,1                     | 39,9          |

## Economía
La agricultura es la principal industria del distrito También cuenta con las textiles, procesamiento de alimentos y venta al por menor. Se espera que la silvicultura comercial sea la más importante para la economía del distrito en los próximos años.